# 합성 대수
추상대수학에서 합성 대수(合成代數, 영어: composition algebra)는 대략 “절댓값의 제곱이 잘 정의되는” 대수 구조이다. 구체적으로, 이는 (결합 법칙이나 교환 법칙을 따르지 않을 수 있는) 쌍선형 이항 연산이 주어져 있으며, 이와 호환되는 (양의 정부호가 아닐 수 있는) 비퇴화 쌍선형 형식 또는 비퇴화 이차 형식이 주어진 벡터 공간으로 구성된다.

## 정의
가환환 {\displaystyle K} 위의 합성 대수는 다음과 같은 데이터로 주어진다.
- {\displaystyle K}-가군 {\displaystyle A}
- {\displaystyle K}-선형 변환 {\displaystyle A\otimes _{K}A\to A}, {\displaystyle a\otimes _{K}b\mapsto a\star b}. (이는 결합 법칙이나 교환 법칙을 따를 필요가 없다.)
- {\displaystyle \star }에 대한 양쪽 항등원 {\displaystyle 1_{A}\in A}
- {\displaystyle A} 위의 비퇴화 이차 형식 {\displaystyle Q\colon A\to K}. (즉, {\displaystyle \operatorname {rad} Q=\{a\in A\colon Q(a,A)=0\}=\{0\}}이다.) 또한, 이는 {\displaystyle Q(1_{A})=1_{K}} 및 {\displaystyle Q(a\star b)=Q(a)Q(b)\qquad \forall a,b\in A}를 만족시킨다. (그러나 이 이차 형식이 양의 정부호일 필요는 없다.)

(일부 문헌에서는 합성 대수의 정의에서 항등원의 존재를 요구하지 않는다.)

## 연산
합성 대수는 다음과 같은 자연스러운 추가 구조들을 갖는다.

### 내적
합성 대수 {\displaystyle A} 위에 다음과 같은 대칭 쌍선형 형식을 정의할 수 있다.
{\displaystyle \langle -,-\rangle \colon A\otimes A\to K}
{\displaystyle \langle a,b\rangle =Q(a+b)-Q(a)-Q(b)}
만약 가환환 {\displaystyle K}에서 2가 가역원이라면, 비퇴화 이차 형식의 개념은 비퇴화 대칭 쌍선형 형식의 개념과 동치이며, 이 경우 {\displaystyle Q}를 쌍선형 형식으로부터 다음과 같이 재구성할 수 있다.
{\displaystyle Q(a)={\frac {1}{2}}\langle a,a\rangle }
즉, 대신 비퇴화 대칭 쌍선형 형식을 사용하여 위와 동치인 정의를 적을 수 있다.

### 대각합과 켤레
{\displaystyle K}-합성 대수 {\displaystyle A} 위에는 다음과 같은 대각합이 존재한다.
{\displaystyle \operatorname {tr} a=Q(a+1)-Q(a)-1\qquad \forall a\in A}
이는 {\displaystyle K}-선형 변환
{\displaystyle \operatorname {tr} \colon A\to K}
을 정의하며, 또한 정의에 따라
{\displaystyle \operatorname {tr} 1_{A}=2}
이다.
대각합으로부터, 다음과 같은 대합을 정의할 수 있다.
{\displaystyle a^{*}=\operatorname {tr} (a)1_{A}-a}
이는 물론 {\displaystyle K}-선형 변환
{\displaystyle (-)^{*}\colon A\to A}
를 정의한다.

### 리 대수
합성 대수 {\displaystyle A}로부터, 미분 리 대수 {\displaystyle {\mathfrak {der}}(A)} 및 이를 포함하는 삼중성 리 대수 {\displaystyle {\mathfrak {tri}}(A)}를 구성할 수 있다. 또한, 합성 대수와 요르단 대수로부터 프로이덴탈 마방진이라는 구성을 통해 예외적 단순 리 대수를 포함한 여러 리 대수들을 구성할 수 있다.

## 성질
{\displaystyle K}-합성 대수 {\displaystyle A}는 다음과 같은 항등식들을 따른다.:156–157, §Ⅱ.2.4
{\displaystyle \operatorname {tr} (a^{*})=\operatorname {tr} a}
{\displaystyle 1_{A}^{*}=1_{A}}
{\displaystyle Q(a^{*})=Q(a)}
{\displaystyle a^{**}=a}
{\displaystyle a^{*}\star (a\star b)=a\star (a^{*}\star b)=(b\star a)\star a^{*}=(b\star a^{*})\star a=Q(a)b}
{\displaystyle a\star a-\operatorname {tr} (a)a+Q(a)=0}
{\displaystyle \langle ab,c\rangle =\langle b,a^{*}c\rangle =\langle a,cb^{*}\rangle }

## 분류
일반적으로, 표수가 2가 아닌 임의의 체 {\displaystyle K} 위에서, 합성 대수의 차원은 1, 2, 4, 또는 8 가운데 하나이며, 이들은 모두 {\displaystyle K} 위에 케일리-딕슨 구성을 가하여 얻어진다.

### 실수체 위의 합성 대수
실수체 {\displaystyle \mathbb {R} } 위의 합성 대수는 정확히 7개가 있으며, 이들은 다음과 같다.
- 실수체 {\displaystyle \mathbb {R} }
- 복소수체 {\displaystyle \mathbb {C} }
- 사원수 대수 {\displaystyle \mathbb {H} }
- 팔원수 대수 {\displaystyle \mathbb {O} }
- 분할복소수 대수 {\displaystyle {\tilde {\mathbb {C} }}=\mathbb {R} [x]/(x^{2}-1)\cong \mathbb {R} \oplus \mathbb {R} }
- 분할 사원수(영어: split-quaternion) 대수 {\displaystyle {\tilde {\mathbb {H} }}}. 이는 {\displaystyle \operatorname {Mat} (2;\mathbb {R} )}와 동형이며, 그 제곱 노름은 2×2 행렬의 행렬식과 같다.
- 분할 팔원수(영어: split-octonion) 대수 {\displaystyle {\tilde {\mathbb {O} }}=\operatorname {Zorn} (\mathbb {R} )}

### 이차 폐체 위의 합성 대수
체 {\displaystyle K} 위의 케일리-딕슨 구성은 제곱 유군에 의하여 분류된다. 따라서, 만약 {\displaystyle K}가 이차 폐체일 경우, 각 단계에서 케일리-딕슨 구성은 유일하다.
따라서, 만약 {\displaystyle K}가 표수가 2가 아닌 이차 폐체일 경우, 그 위의 합성 대수는 정확하게 네 개가 있다.
- {\displaystyle K}
- {\displaystyle K\oplus K}. 만약 {\displaystyle K=\mathbb {C} }일 경우, 이는 {\displaystyle \mathbb {C} \otimes _{\mathbb {R} }\mathbb {C} }로 여겨질 수 있다.
- {\displaystyle \operatorname {Mat} (K;2)} 만약 {\displaystyle K=\mathbb {C} }일 경우, 이는 {\displaystyle \mathbb {H} \otimes _{\mathbb {R} }\mathbb {C} }로 여겨질 수 있다.
- {\displaystyle \operatorname {Zorn} (K)}. 만약 {\displaystyle K=\mathbb {C} }일 경우, 이는 {\displaystyle \mathbb {O} \otimes _{\mathbb {R} }\mathbb {C} }로 여겨질 수 있다.

## 예
임의의 체 {\displaystyle K}에 대하여, {\displaystyle (K,a\mapsto a^{2})}는 스스로 위의 1차원 합성 대수를 이룬다. 이는 교환 법칙과 결합 법칙을 따른다.

### 2차원 벡터 공간
임의의 체 {\displaystyle K}에 대하여, 가환 {\displaystyle K}-결합 대수 {\displaystyle K\oplus K}를 생각하자. 즉, 그 덧셈과 곱셈은 다음과 같이 성분별로 정의된다.
{\displaystyle (a,b)+(a',b')=(a+a',b+b')}
{\displaystyle (a,b)(a',b')=(aa',bb')}
이 위에 비퇴화 이차 형식
{\displaystyle Q(a,b)=ab}
을 정의하면, 이는 2차원 {\displaystyle K}-합성 대수를 이룬다. 이 경우 대각합은
{\displaystyle \operatorname {tr} (a,b)=a+b}
이며, 대칭 쌍선형 형식은
{\displaystyle \langle (a,b),(a',b')\rangle =ab'+a'b}
이다. 대합은 다음과 같이 두 성분의 순서를 바꾸는 것이다.
{\displaystyle (a,b)^{*}=(b,a)}

### 2×2 행렬 대수
임의의 체 {\displaystyle K}에 대하여, 2×2 행렬 대수 {\displaystyle \operatorname {Mat} (2;K)}를 생각하자. 여기서 {\displaystyle Q=\det } (행렬식)을 잡으면, {\displaystyle (\operatorname {Mat} (2;K),\det )}은 결합 법칙을 따르는 4차원 합성 대수를 이룬다. 그러나 이는 교환 법칙을 따르지 않는다.
이 경우 합성 대수 대각합은 2×2 행렬의 대각합과 같다. 쌍선형 형식은 다음과 같다.
{\displaystyle \left\langle {\begin{pmatrix}a&b\\c&d\end{pmatrix}},{\begin{pmatrix}a'&b'\\c'&d'\end{pmatrix}}\right\rangle =ad'+a'd-bc'-b'c}
대합은 다음과 같다.
{\displaystyle {\begin{pmatrix}a&b\\c&d\end{pmatrix}}^{*}={\begin{pmatrix}d&-b\\-c&a\end{pmatrix}}}
{\displaystyle \operatorname {Mat} (2;K)}는 {\displaystyle K}-합성 대수 {\displaystyle K\oplus K}를 대각 행렬로서 포함한다.

### 초른 대수
임의의 체 {\displaystyle K}가 주어졌을 때, 8차원 벡터 공간 {\displaystyle \operatorname {Zorn} (K)=K^{8}}의 원소를 다음과 같은 형식적 2×2 행렬로 적자.
{\displaystyle \operatorname {Zorn} (K)=\left\{{\begin{bmatrix}a&\mathbf {u} \\\mathbf {v} &b\end{bmatrix}}\colon a,b\in K,\;\mathbf {u} ,\mathbf {v} \in K^{3}\right\}}
이 위에, 다음과 같은 “곱셈”을 정의하자. 이는 행렬의 곱셈과 유사하나, 3차원 벡터의 벡터곱에 해당하는 추가 항들이 등장한다.
{\displaystyle {\begin{bmatrix}a&\mathbf {u} \\\mathbf {v} &b\end{bmatrix}}\star {\begin{bmatrix}a'&\mathbf {u} '\\\mathbf {v} '&b'\end{bmatrix}}={\begin{bmatrix}aa'+\mathbf {u} \cdot \mathbf {v} '&a\mathbf {u} '+\mathbf {u} b'+\mathbf {v} \times \mathbf {v} '\\\mathbf {v} a'+b\mathbf {v} '-\mathbf {u} \times \mathbf {u} '&\mathbf {v} \cdot \mathbf {u} '+bb'\end{bmatrix}}}
그 위의 이차 형식은 다음과 같은 “행렬식”이다.
{\displaystyle Q\left({\begin{bmatrix}a&\mathbf {u} \\\mathbf {v} &b\end{bmatrix}}\right)=\det {\begin{bmatrix}a&\mathbf {u} \\\mathbf {v} &b\end{bmatrix}}=ab-\mathbf {u} \cdot \mathbf {v} }
그렇다면, 이는 {\displaystyle K} 위의 합성 대수를 이루지만, 일반적으로 결합 법칙이나 교환 법칙을 따르지 않는다. 이를 {\displaystyle K}의 초른 대수(영어: Zorn algebra)라고 한다.:158–160, Example Ⅱ.2.4.2
그 항등원은 다음과 같은 “단위 행렬”이다.
{\displaystyle 1_{\operatorname {Zorn} (K)}={\begin{bmatrix}1_{K}&\mathbf {0} \\\mathbf {0} &1_{K}\end{bmatrix}}}
또한, 그 대각합은 마찬가지로 “2×2 행렬”의 “대각합”이다.
{\displaystyle \operatorname {tr} {\begin{bmatrix}a&\mathbf {u} \\\mathbf {v} &b\end{bmatrix}}=a+b}
그 위의 대합은 다음과 같다.
{\displaystyle {\begin{bmatrix}a&\mathbf {u} \\\mathbf {v} &b\end{bmatrix}}^{*}={\begin{bmatrix}b&-\mathbf {u} \\-\mathbf {v} &a\end{bmatrix}}}
{\displaystyle \operatorname {Zorn} (K)}는 {\displaystyle K}-합성 대수 {\displaystyle K\oplus K}를 “대각 행렬”로서 포함하며, 또 3차원 벡터 공간 속의 임의의 방향을 고르면 {\displaystyle K}-합성 대수 {\displaystyle \operatorname {Mat} (2;K)}를 포함한다.

## 역사
“합성 대수”라는 이름은 이러한 대수 구조에서 노름이 곱셈과 호환된다는 조건이 제곱들의 합 두 개의 곱을 제곱들의 합으로 나타내는 항등식을 정의하기 때문이다. 예를 들어, 복소수 {\displaystyle z=a+b\mathrm {i} }의 경우, 노름이 곱셈과 호환된다는 조건은 항등식
{\displaystyle (aa'-bb')^{2}+(ab'+a'b)^{2}=(a^{2}+b^{2})(a'^{2}+b'^{2})}
을 정의하며, 마찬가지로 분할복소수 {\displaystyle z=a+b\mathrm {j} } ({\displaystyle \mathrm {j} ^{2}=1})의 경우는 항등식
{\displaystyle (aa'+bb')^{2}-(ab'+a'b)^{2}=(a^{2}-b^{2})(a'^{2}-b'^{2})}
을 정의한다. 즉, 이러한 항등식은 제곱들의 합 두 개의의 곱을 또다른 제곱들의 합으로 “합성”한다.
복소수체의 노름에 해당하는 항등식은 이미 기원후 3세기에 디오판토스에게 알려져 있었다.:Ⅲ §19
브라마굽타는 628년에 디오판토스의 항등식을 일반화하였으며, 특히 이 항등식은 분할복소수에 대응하는 항등식을 특별한 경우로 포함한다.
1748년에 레온하르트 오일러는 사원수의 노름에 대응하는 항등식을 발견하였으며, 1818년에 덴마크의 페르디난드 데겐(덴마크어: Ferdinand Degen)은 팔원수의 노름에 해당하는 항등식을 발견하였다.
1843년에 윌리엄 로언 해밀턴은 오일러의 항등식을 사용하여 사원수의 대수를 구성하였다. 같은 해에 존 토머스 그레이브스(영어: John Thomas Graves, 1806~1870)는 팔원수의 대수를 구성하였으며, 이듬해에 아서 케일리는 팔원수의 대수를 독자적으로 재발견하였다. 1848년에는 합성 대수 {\displaystyle \mathbb {C} \otimes _{\mathbb {R} }\mathbb {C} }에 해당하는 대수를 제임스 코클(영어: James Cockle, 1819~1895)이 “테사린”(영어: tessarine)이라는 이름으로 발견하였다.
1919년에 레너드 유진 딕슨이 케일리-딕슨 구성을 도입하였으며, 이를 사용하여 양의 정부호 노름을 갖는, 실수체 위의 합성 대수들을 체계적으로 구성하였다. 1923년에는 아돌프 후르비츠가 양의 정부호 노름을 갖는, 실수체 위의 합성 대수는 총 네 개({\displaystyle \mathbb {R} }, {\displaystyle \mathbb {C} }, {\displaystyle \mathbb {H} }, {\displaystyle \mathbb {O} })가 있다는 사실을 증명하였다.
1931년에 막스 초른은 케일리-딕슨 구성을 일반화하여, 분할 팔원수 {\displaystyle {\tilde {\mathbb {O} }}}의 합성 대수를 구성하였다. 이후 1958년에 네이선 제이컵슨이 합성 대수의 자기 동형군을 묘사하였다.

## 같이 보기
- 프로이덴탈 마방진
- 삼중성 리 대수

## 참고 문헌
1. 1 2 3  McCrimmon, Kevin (2004). 《A Taste of Jordan Algebras》. Universitext (영어). Springer-Verlag. ISBN 0-387-95447-3. MR 2014924.
2. ↑  Διόφαντος ὁ Ἀλεξανδρεύς (기원후 3세기). 《Ἀριθμητικά》 (고대 그리스어).
3. ↑  ब्रह्मगुप्त (628). 《ब्राह्मस्फुटसिद्धान्त》 (산스크리트어).
4. ↑  Zorn, Max (1931). “Alternativkörper und quadratische Systeme”. 《Abhandlungen aus dem Mathematischen Seminar der Universität Hamburg》 (독일어) 9 (3–4): 395–402. doi:10.1007/BF02940661. JFM 59.0154.01. Zbl 0007.05403.
5. ↑  Jacobson, Nathan (1958). “Composition algebras and their automorphisms”. 《Rendiconti del Circolo Matematico di Palermo》 (영어) 7: 55–80. doi:10.1007/bf02854388. Zbl 0083.02702.